# Tintín i el llac dels taurons (pel·lícula)
Tintín i el llac dels taurons (títol original en francès: Tintin et le Lac aux requins) és un llargmetratge d'animació franco-belga de Raymond Leblanc als Estudis Belvision, estrenada el 1972. Ha estat doblada al català.

## Argument
La intriga té lloc en l'estat imaginari de Sildàvia. El professor Tornassol acaba d'inventar una mena de fotocopiadora en tres dimensions capaç de reproduir qualsevol objecte. Per desgràcia, el sinistre Rastapopoulos, que ara es fa dir "Gran Tauró", prova d'apoderar-se de l'aparell per tal de reproduir fraudulentament obres d'art robades en museus i emmagatzemades al seu cau sota les aigües del llac Fléchizaff. Amb l'ajuda de Niko i Nuxka, dos joves sildaus, Tintin aconseguirà desbaratar els seus plans. De la pel·lícula es farà una adaptació en còmic dirigida pels estudis Hergé.

## Veus
- Jacques Careuil: Tintín
- Claude Bertrand: el Capità Haddock
- Henri Virlogeux: el  Professor Tornassol
- Guy Pierrault: Dupont
- Paul Rieger: Dupond
- Serge Nadaud: Rastapopoulos
- Jacques Vinitzki: Niko
- Marie Vinitzki: Nouchka
- Micheline Dax: Bianca Castafiore
- Jacques Ciron: El director del Museu
- Jacques Balutin: Guardia de nit del Museu
- Georges Atlas
- Nadine Basile
- Jean Berger
- Edmond Bernard
- Jacqueline Brasseur
- Pierre Collet
- Jacques Ferrière
- Georges Hubert
- Maurice Nasil
- Nathalie Nerval
- Alain Nobis
- Michel Thomas
- Nicolas Youmatoff

## Al voltant de la pel·lícula
- És el segon llargmetratge d'animació que relata les Les aventures de Tintín.
- Per evitar les trampes de l'adaptació d'un àlbum, la pel·lícula es basa en un guió original de Greg. La història es desenvolupa gairebé tota a Sildàvia.
- Després dels llargmetratges al cinema de les aventures de Tintin, Tintín i el misteri del toisó d'or el 1961 i Tintín i el misteri de les taronges blaves el 1964, serà l'últim llargmetratge en dibuixos animats just després de Tintin i el Temple del Sol (dirigides el 1969) abans de la trilogia el 2011.
- El multimilionari Laszlo Carreidas, personatge de l'àlbum Vol 714 pour Sydney (tret 5 anys abans), és visible en l'aeroport al començament de la pel·lícula.